# Parc Natural del Penyagolosa
El Parc Natural de Penyagolosa s'estén pels termes municipals de Vistabella del Maestrat, Vilafermosa i Xodos en el massís de Penyagolosa a la província de Castelló. Aquest paratge de 1.094,45 hectàrees fou declarat parc natural per la Generalitat Valenciana el 7 d'abril de 2006.
L'origen del topònim Penyagolosa (Peñagolosa en la zona de l'Alt Millars) es perd en el temps, però pareix que procedeix de l'evolució del terme pinna ('muntanya') i lucosa ('boscós'), segons resen alguns documents com el relatiu a la donació de Culla a l'orde del Temple el 1213.
Existeixen multitud de vestigis dels pobles que romangueren i passaren per aquest lloc; així, es localitzen pobles d'ibers, restes de calçades romanes i sobretot s'aprecien signes manifests del despoblament actual, que es tradueix en una pèrdua de valor cultural i històric del conjunt territorial.
L'ermitori de Sant Joan de Penyagolosa, està integrat per un conjunt arquitectònic d'estil neoclàssic amb origen en el segle xiv, encara que la confraria de Sant Joan data del segle xvii. Cada any se celebren actes amb centre en el santuari, el més conegut dels quals és l'antiga romeria dels pelegrins de les Useres, que se celebra cada últim divendres d'abril.
No menys important és el patrimoni construït vinculat al medi rural tradicional, centrat en els masos i edificacions relacionades, del qual el conjunt conté un gran valor històric i cultural.

## Orografia
És un dels mites geogràfics del País Valencià, convertit en símbol de les terres agrestes de l'interior en agut contrast amb les planures litorals i les valls.
Representa un mite en la geografia del País Valencià i un referent cultural arrelat molt profundament en la tradició valenciana. Amb els 1.813 metres, és el pic més elevat del País Valencià i la segona muntanya més alta, només lleugerament superada per l'Alto de las Barracas, al Javalambre valencià del Racó d'Ademús. Es caracteritza per una orografia molt abrupta, sobretot en el vessant que mira al mar Mediterrani, dominant forts pendents, amb angosts i profunds barrancs llaurats sobre els afloraments calcaris predominants.
El massís de Penyagolosa presenta importants aspectes geològics, tals com la interessant seqüència estratigràfica, representativa de bona part del període cretàcic, i els notables traços estructurals i geomorfològics. Entre aquests últims destaquen formes típiques de periglaciarisme, així com espectaculars formacions càrstiques com el pòlie format pel Pla de Vistabella, el canó del riu Montlleó, el riu Carbo i distintes coves d'interès.
El massís se situa en el forcall entre ambients biogeogràfics molts diversos. El seu caràcter de transició entre l'interior i la costa, i també entre els sectors nord i meridional del País Valencià, propicia una extraordinària diversitat de flora i fauna. Aquest riquesa pren força per la forta empremta paisatgística dels espessos boscs de les rostàries en contrast amb els rasos de les cimes.

## Flora
La vegetació s'hi desenvolupa en funció de l'altitud. Per sota dels 1.000 metres dominen les formacions vegetals de carrasques i pi carrascar, ben estructurades i amb una rica vegetació arbustiva. Per damunt de la cota anterior, els pinars de pi blanc substituïts pel pi negre i el pinastre, aquest últim sobre sòls descarbonatats. En aquestes altituds és freqüent observar savinars de savina alba indicatives d'un clima més continental. Cal destacar la presència del roure valencià, teix i til·ler, així com les interessants formacions de reboll sobre sòls silicis.

## Fauna
Entre la fauna associada a aquest ric ecosistema forestal i als seus escarpats, destaca l'ornitofauna de grans rapaces diürnes i nocturnes, com l'àguila reial i l'àguila perdiguera, objecte aquest últim d'un seguiment específic de les seves poblacions durant els últims anys. També és rellevant la presència del picapinyes i de la gralla de bec roig.
Entre els mamífers, hi és important la presència del gat fer, cabra muntesa, geneta i teixó. Menció a part mereix la major població valenciana de ratpenats troglodita. Entre la fauna invertebrada destaquen les papallones isabelina i apol·lo.

## Història
L'escriptor anglés Jason Webster, després de visitar el Parc Natural al 2003, canvià la seua casa a la ciutat de València per anar-se'n a viure a Penyagolosa, a un mas que va restaurar. La immensitat del paisatge el va inspirar a fer un llibre dedicat al cim mític dels valencians. El va titular La montaña sagrada, i va tenir una bona recepció en la premsa britànica.
La Generalitat Valenciana va declarar l'any 2006 el Parc Natural del Penyagolosa. Prèviament, s'havia aprovat el Pla d'Ordenació dels Recursos Naturals (PORN) del Massís de Penyagolosa, que s'aplica a una superfície de 26.491 hectàrees als termes municipals de Vistabella del Maestrat, Xodos, Vilafermosa, El Castell de Vilamalefa i Llucena.
L'any 2019 la Generalitat Valenciana va adquirir per 1,14 milions d'euros la finca de 150 hectàrees que arriba fins al cim de Penyagolosa, on es troba el Mas de Sanaüja, que acollirà en el futur un centre d'interpretació del parc natural.